# Bergbau in Deutschland

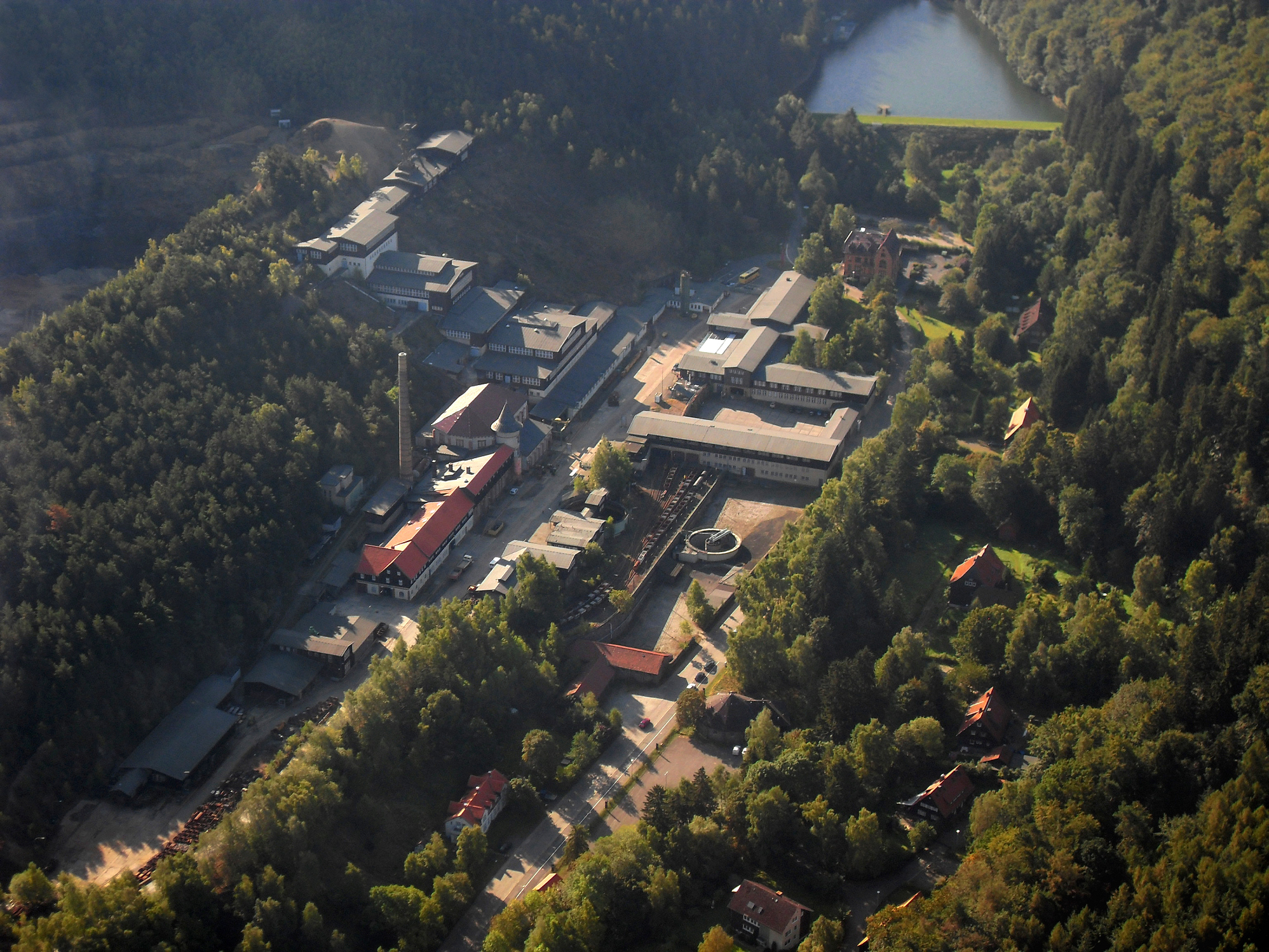
Am Rammelsberg in Niedersachsen wurde fast über 1000 Jahre nahezu ununterbrochen Bergbau betrieben und das Gelände seit 1992 als Besucherbergwerk Rammelsberg ins UNESCO-Welterbe aufgenommen.

Bergbau in Deutschland beschreibt den historischen und aktuellen Bergbau auf dem Territorium der heutigen Bundesrepublik. Deutschland gehört zu den klassischen europäischen Bergbauregionen mit einer langen Tradition in der Förderung und Verarbeitung von Rohstoffen. Bis in das 19. Jahrhundert wurden vornehmlich Blei, Kupfer, Silber und Eisen gewonnen. Im Anschluss lag der Fokus auf Kohle im Rahmen der industriellen Revolution und im Verbund der Montanindustrie. Im 20. Jahrhundert kam eine intensive Förderung von Uran-Erzen hinzu, welche unter anderem zur Grundlage der sowjetischen Atommacht wurde.
Bergbau in Deutschland ist seit dem 5. Jahrtausend v. Chr. belegbar und wurde bis zum Mittelalter mit stark variierender Intensität betrieben. Zu den ältesten Belegen in der frühen Jungsteinzeit gehört das Feuersteinbergwerk von Abensberg-Arnhofen. Der keltischen Gewinnung von Eisen- und Kupfererzen folgte eine intensive Phase römischen Bergbaus. Seit dem 12./13. Jahrhundert umfasste er die Bergbautätigkeiten, die dem Bergregal unterlagen; hinzu kamen im Laufe des 18. und 19. Jahrhunderts die nicht unter das Bergregal fallenden Zweige (Grundstückeigentümerbergbau) der Gewinnung von Steinkohle und Steine und Erden. Gegenständlich umfasst der Bergbau die Gewinnung von Salzen, Erzen, Stein- und Braunkohle sowie Steine und Erden, von denen in Deutschland aktuell noch Braunkohle als zentraler Energieträger, Salze sowie Steine und Erden eine größere wirtschaftliche Bedeutung haben. Die einst sehr bedeutende Steinkohleförderung lief 2018 vollständig aus, da sie angesichts internationaler Konkurrenz unwirtschaftlich geworden war. Die Erdölförderung in Deutschland begann vergleichsweise früh und deckte bis in die 1960er Jahre ein Drittel des heimischen Bedarfs, aktuell aber nur noch wenige Prozent. Von aktueller Bedeutung ist nach wie vor die mit dem Bergbau verbundene, international aktive Zulieferindustrie sowie die universitäre Ausbildung im Bergbau. Im Erzgebirge gibt es aktuell Bestrebungen, den Abbau der dortigen Wolfram, Zinn- und Indium-Lagerstätten zu wirtschaftlich vertretbaren Bedingungen wiederaufzunehmen.

## Überblick
Deutschland gehörte zu den klassischen europäischen Bergbauländern. Der Bergbau ist ein Wirtschaftszweig, der in der deutschen Geschichte tiefe Spuren hinterlassen hat. In den deutschen Montanregionen entwickelte sich eine besondere bergbauspezifische Kultur, die zur Entfaltung regionaler Identitäten beitrug oder sogar initiierte. Auch etablierte sich in Deutschland früher als andernorts eine Montanwissenschaft, die dem Bergbau eine hohe technische Aufmerksamkeit widmete. Die charakteristische Staatsnähe band früh die Bergbau-Aktivitäten in eine ständisch-dirigistische Verfassung ein, deren Eckpunkte Bergregal und Bergbaufreiheit bildeten. Vom Spätmittelalter bis an die Wende zur Neuzeit dominierte die Erz- und Salzgewinnung.
Der in einer industriellen Expansionsphase im Übergang vom 19. zum 20. Jahrhundert florierende Steinkohlebergbau war zum einen eine der Grundlagen des Aufstiegs Deutschlands zu einer bedeutenden Weltwirtschaftsmacht in Europa und zum anderen über die nach dem Zweiten Weltkrieg und der deutschen Teilung gebildete Montanunion ein wichtiger Teilaspekt der europäischen Einigung.

## Voraussetzungen

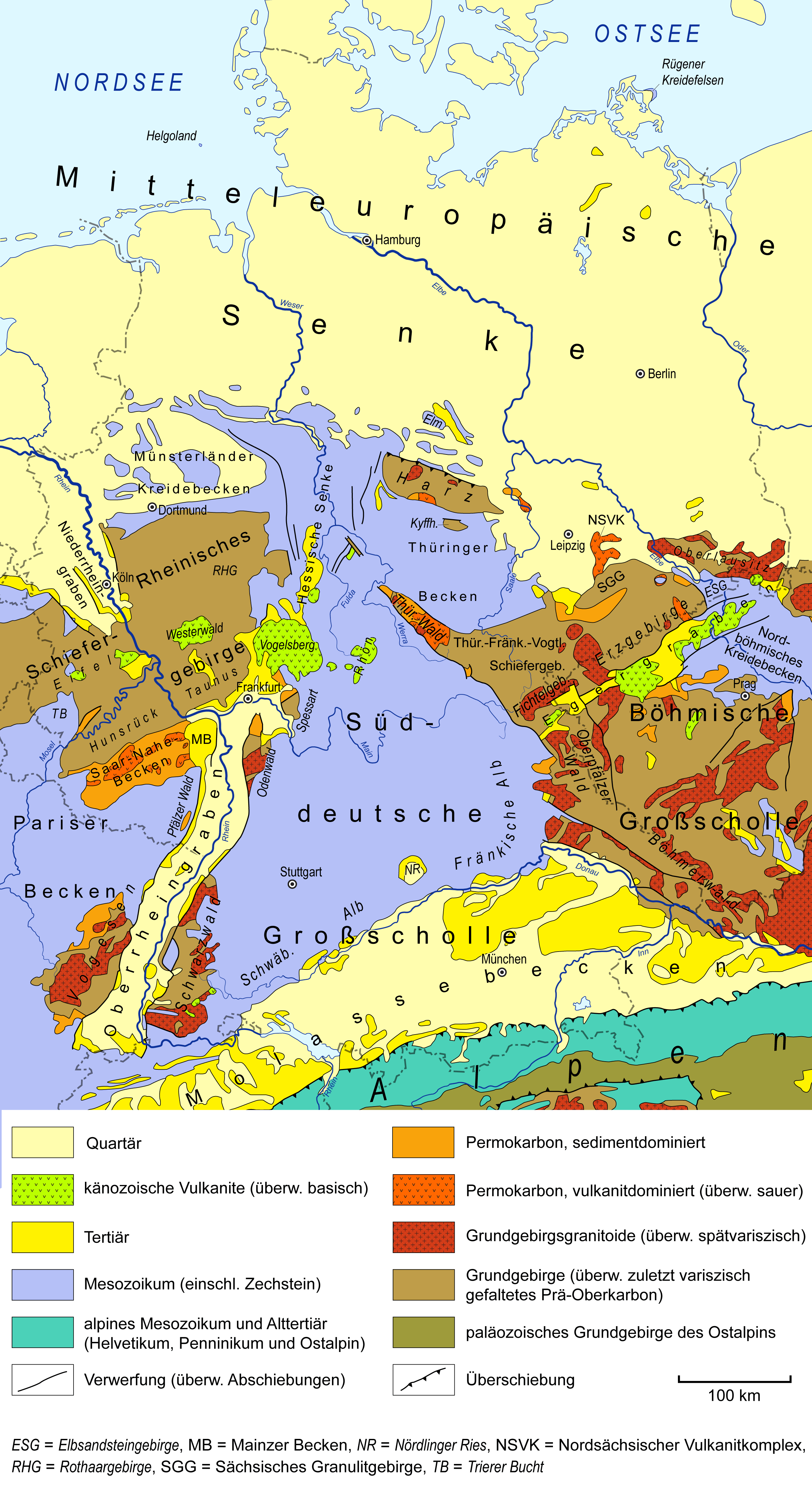
Vereinfachte Karte der Oberflächengeologie Deutschlands. Gelbtöne, Violett und Orangetöne kennzeichnen das Deckgebirgs- und Übergangsstockwerk, Braun und Rot die Grundgebirgsaufbrüche.

### Geologischer Hintergrund
Die Geologie Deutschlands, dem verhältnismäßig kleinen Territorium zwischen Nord- und Ostseeküste und den Alpen, mit der Norddeutschen Tiefebene, den Mittelgebirgslandschaften der Deutschen Mittelgebirgsschwelle, des Süddeutschen Schichtstufenlandes und des Alpenvorlandes sowie dem Oberrheingraben, ist vergleichsweise komplex. Jede der naturräumlichen Großregionen hat aufgrund ihrer geologischen Gegebenheiten typische Rohstoffvorkommen mit zumindest historischer wirtschaftlicher Bedeutung.

#### Lagerstätten des Deckgebirgs- und Übergangsstockwerks
Das Deckgebirgs- und Übergangsstockwerk macht den überwiegenden Teil der oberflächlich anstehenden Gesteine und des relativ oberflächennahen Untergrundes aus. Es besteht aus ungefalteten postunterkarbonischen Sedimentgesteinen und die Lagerstätten in diesen Gesteinen sind vorwiegend sedimentär gebildet oder angelegt.

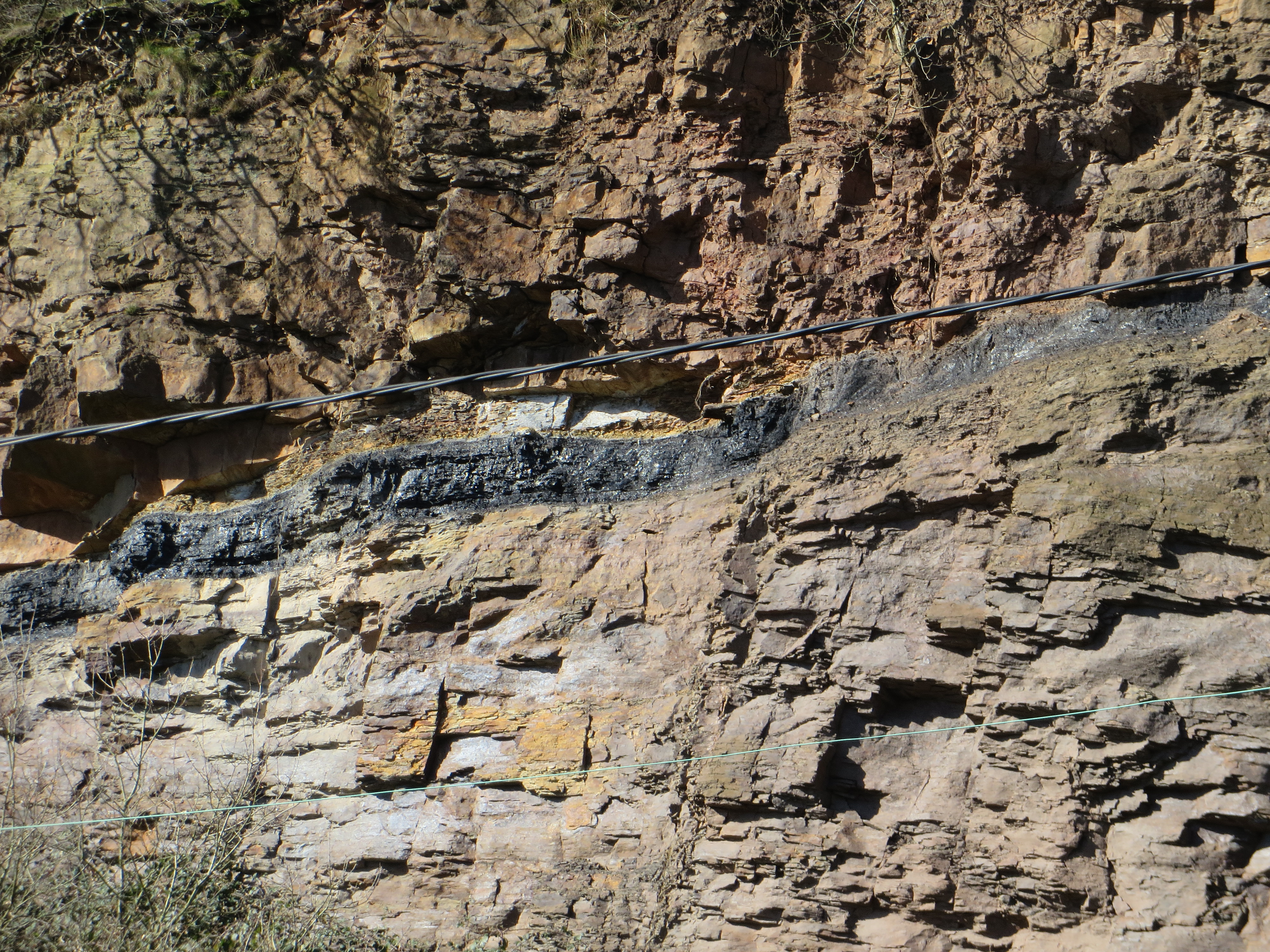
Am Südrand des Ruhrgebietes streicht kohleführendes Oberkarbon auch an der Erdoberfläche aus, hier ein Flöz der Witten-Formation (Westfal A), Steinbruch an der Herbederstraße, Witten-Heven

Kohle ist einer der wenigen Rohstoffe, über die Deutschland in relativ großer Menge verfügt. Bedeutende Lagerstätten von Steinkohle finden sich fast ausschließlich am Nordrand (variszische Vorlandsenke) und innerhalb (innervariszische Becken) der Mittelgebirgsschwelle in Schichten oberkarbonischen und unterpermischen Alters. Dazu gehören unter anderem die Ruhrkohle, das Aachener Revier (beide Vorland) und die Saarkohle (innervariszisch). Die Braunkohlevorkommen sind geologisch jünger (Tertiär) und liegen in entsprechend jungen Senkungsgebieten, überwiegend unmittelbar nördlich der Mittelgebirgsschwelle. Teils gehen diese Senkungsgebiete direkt auf die alpidische Intraplattentektonik zurück, wie der Niederrheingraben mit dem Rheinischen Braunkohlerevier, teils sind sie durch Subrosion und Salztektonik (Randsenken) des Zechsteinsalinars (siehe unten) entstanden, wie im Fall des Lausitzer Braunkohlereviers, des mitteldeutschen Braunkohlereviers und des Helmstedter Reviers. Ein hinsichtlich ihres Bildungsraumes jüngeres Pendant der Ruhrkohle und der Aachener Kohle sind die Braunkohlevorkommen im Alpenvorland (siehe → Pechkohle).
Ebenfalls sehr bedeutend sind die Steinsalz- und Kalisalzlagerstätten des Zechsteins, die aus der mehrfachen Eindampfung des Wassers eines Binnenmeeres in der Westhälfte des spätpermzeitlichen „Ur-Europas“ hervorgegangen sind. Sie befinden sich vor allem im Untergrund des Norddeutschen Tieflandes und der Nordsee und werden in Nord- und Mitteldeutschland auch bergmännisch abgebaut, speziell dort, wo sich das Salz postsedimentär in Form sogenannter Salzstrukturen (Salzstöcke u. ä.) gesammelt und mehr oder weniger weit in Richtung Erdoberfläche aufgestiegen ist (u. a. Zielitz, Staßfurt, Werra-Kalirevier). Die Salzlagerstätten in den deutschen Alpen (siehe → Salzbergwerk Berchtesgaden) sind nicht dem Deckgebirgsstockwerk zuzuordnen. Sie sind zwar ähnlich alt wie das Zechsteinsalz, kamen jedoch in einem anderen Sedimentbecken zur Ablagerung und wurden während der Alpenbildung von Süden innerhalb eines Deckenkomplexes, dem Ostalpin, an ihre heutige Position verfrachtet. Infolge der mechanischen Beanspruchung bestehen diese Lagerstätten aus einer tektonischen Melange aus Steinsalz, Gips, Dolomit und Tonstein, dem sogenannten Haselgebirge.

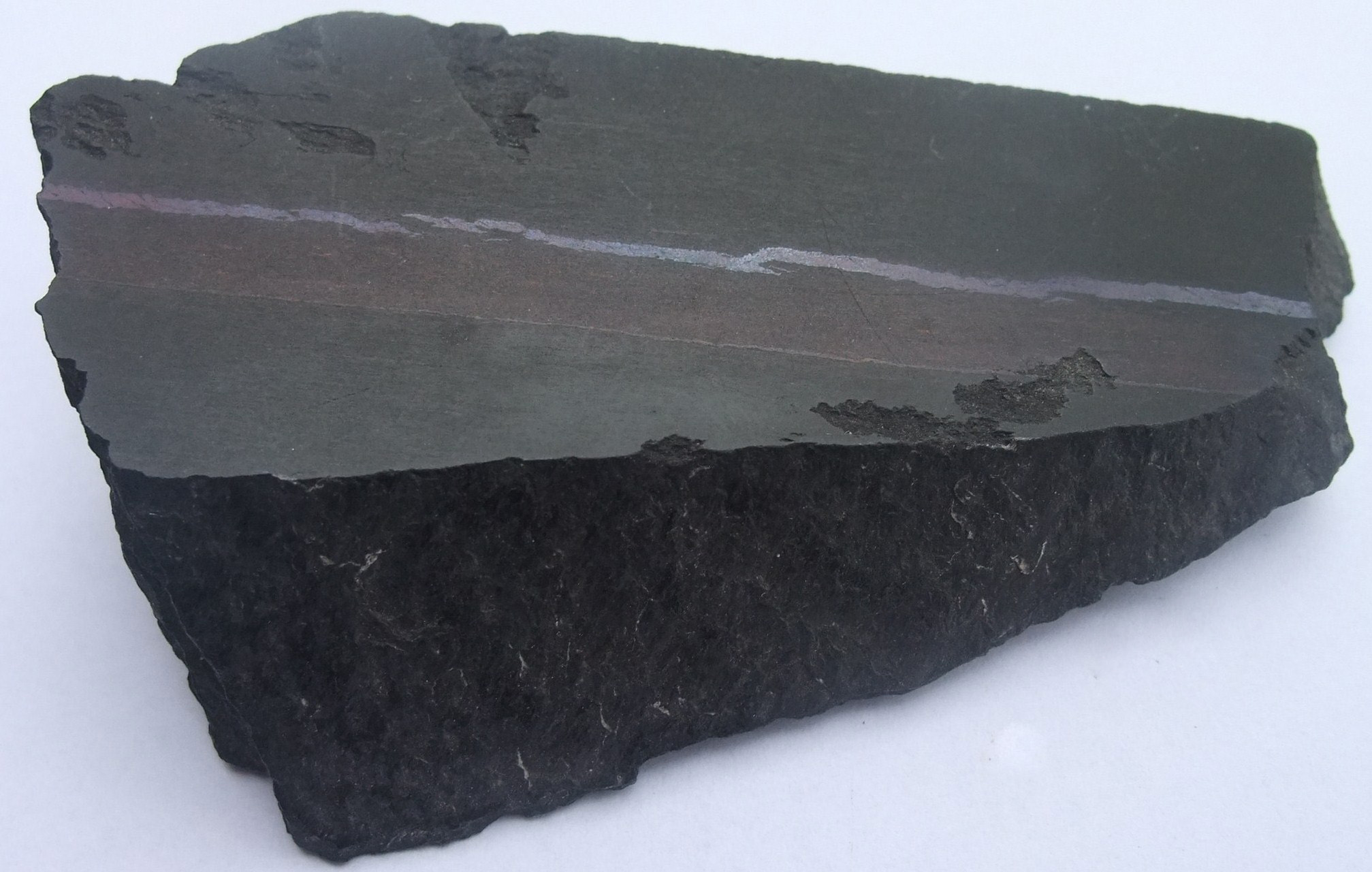
Angeschliffenes Handstück aus vererztem Kupferschiefer, Mansfelder Land

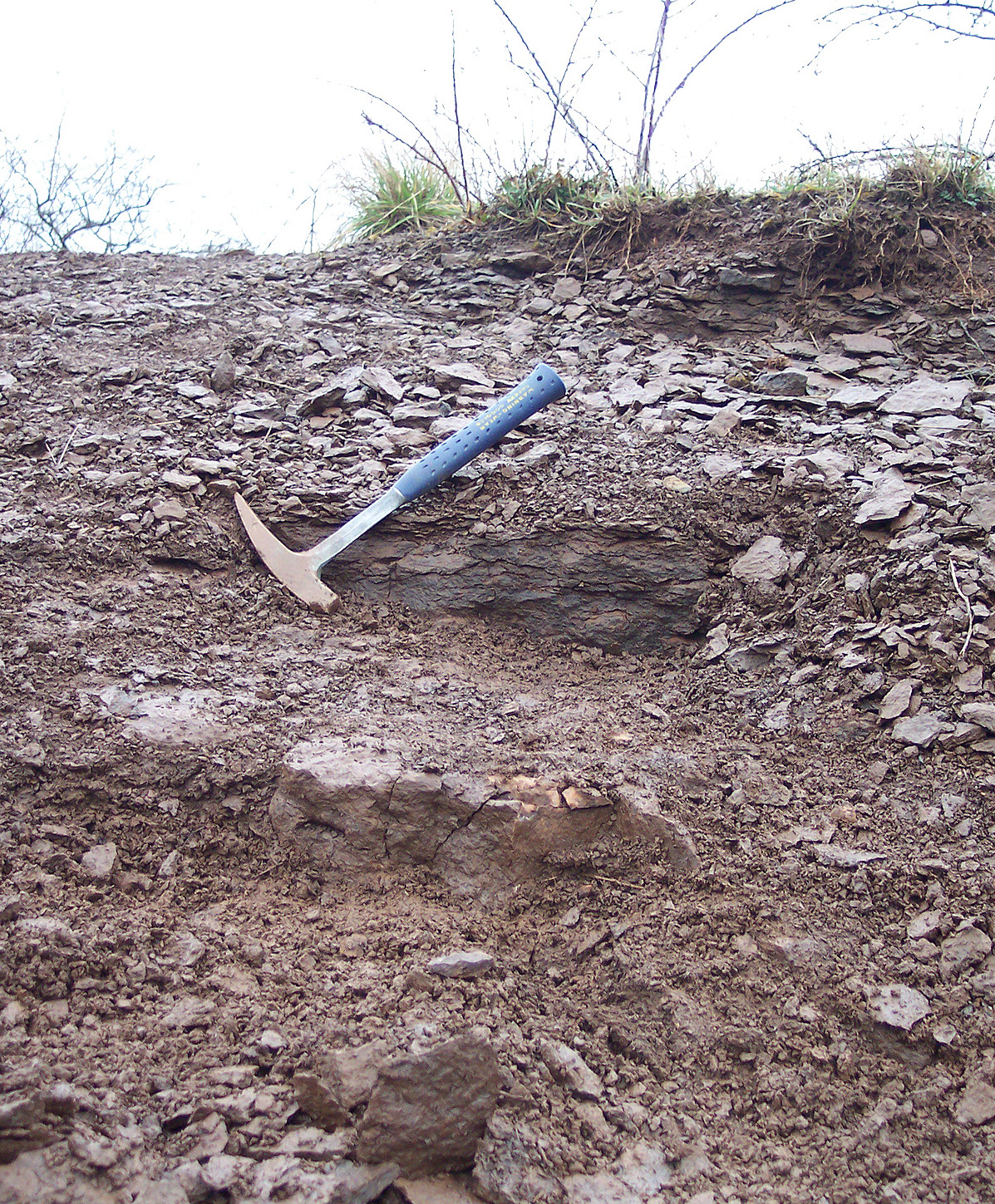
Durch Eisen rotgefärbte Sedimente und Verwitterungsschutt im Hangenden der unterjurassischen oolithischen Eisenerzlagerstätte in Rottorf am Klei, Niedersachsen

An der Basis des Zechsteins befindet sich ein lokal postsedimentär (epigenetisch/diagenetisch) mit Kupfererzmineralen angereicherter Schwarztonsteinhorizont, der Kupferschiefer. Er war bis ins 20. Jahrhundert hinein Lieferant für Kupfer und andere Metalle und wurde unter anderem im Mansfelder Revier und im Richelsdorfer Gebirge abgebaut. Ein weiteres Beispiel für eine epi- oder diagenetische Lagerstätte im Deckgebirge ist die Uranlagerstätte Königstein, bei der Sandsteine der Oberkreide („Elbsandstein“) mit Uranerzen imprägniert wurden.
Die wirtschaftlich bedeutendsten Erdöl- und Erdgasvorkommen befinden sich ebenfalls im Untergrund des Norddeutschen Tieflandes und der Nordsee. Die konventionellen Lagerstätten dort haben sich im Umfeld von Salzstöcken gebildet, die aus dem Permsalinar (einschl. norddeutsches Rotliegend) aufgestiegen sind. Die wichtigsten Muttergesteine (und potenziellen Zielgesteine der unkonventionellen Förderung, vgl. → Schiefergas) sind kohleführendes Oberkarbon, Schwarztonsteine des Lias und Tonsteine der Unterkreide („Wealden“). Wichtige Speichergesteine sind Sandsteine des Rotliegend und des Buntsandsteins, permeable Karbonatgesteine des Zechsteins und „Wealden“-Sandsteine. Historisch bedeutende konventionelle Vorkommen befinden sich in den Pechelbronner Schichten des Oberrheingrabens. Eine historisch bedeutende unkonventionelle Lagerstätte ist der Ölschiefer der Messel-Formation, der bis in die 1970er-Jahre für die Herstellung von synthetischem Rohöl mittels Verschwelung im Tagebau gewonnen wurde.
Der Jura und die Unterkreide Norddeutschlands enthalten zudem sedimentäre Eisenerzlagerstätten. Sie sind teils als chemisches Sediment aus der Ausfällung von gelöstem Eisen (dann oolithisch), teils als klastisches Sediment aus der Re-Sedimentation von andernorts diagenetisch gebildeten und nachfolgend zu Limonit verwitterten und mechanisch zerstörten Toneisensteinkonkretionen (sogenannte Trümmereisenerze) hervorgegangen. Zu den Letztgenannten gehört die Lagerstätte in Salzgitter, die mit geschätzten 1,6 Milliarden Tonnen Erz größte deutsche Eisenerzlagerstätte (siehe auch → Reichswerke Hermann Göring und → Salzgitter AG), die sich zwar aus ökonomischen Gründen nicht mehr im Abbau befindet, aber mit dem Schacht Konrad ein potenzielles Endlager für radioaktive Abfälle beherbergt.
Bedeutende Steine und Erden des Deckgebirgs- und Übergangsstockwerks umfassen in Norddeutschland vor allem Bausande, die in hunderten von Kiesgruben abgebaut werden. Dazu kommen Kalksteine der Kreide (Münsterland, südliches Niedersachsen, Rügen) und des Jura (Fränkische und Schwäbische Alb), die unter anderem zu Zement verarbeitet werden. Wichtige Naturwerksteine sind unter anderem der Elbsandstein (Oberkreide), Treuchtlinger Marmor (Oberjura), Kalksteine des Muschelkalks (z. B. der Elmkalkstein), Sandsteine des Buntsandsteins (z. B. der Wesersandstein) sowie permokarbone Rhyolithe (z. B. der Löbejüner Porphyr).

#### Lagerstätten des Grundgebirges
Das Grundgebirge in Deutschland besteht aus paläozoisch gefalteten, teils metamorphen und von Granitoiden durchsetzten prä-oberkarbonischen Sedimentgesteinen. Es steht speziell innerhalb der Mittelgebirgsschwelle großräumig oberflächennah an und hat vor allem historisch Bedeutung für den Erzbergbau. Klassische Bergbauregionen sind der Harz und das Erzgebirge.
Im Gegensatz zum Deckgebirgsstockwerk, haben im Grundgebirge auch magmatische und metamorphe Prozesse einen großen Anteil an der Lagerstättenbildung. Hierbei lassen sich magmatische und sedimentäre Lagerstätten, deren Bildung der variszischen Faltung und ggf. Metamorphose vorausging (Unterkarbon und älter), unterscheiden von Lagerstätten, die im Zusammenhang mit variszischer Metamorphose und spätvariszischem Plutonismus entstanden (Unterkarbon und Oberkarbon) sowie von hydrothermalen Lagerstätten, deren Bildung im Zusammenhang mit permomesozoischer und alpidischer Bruchtektonik steht.

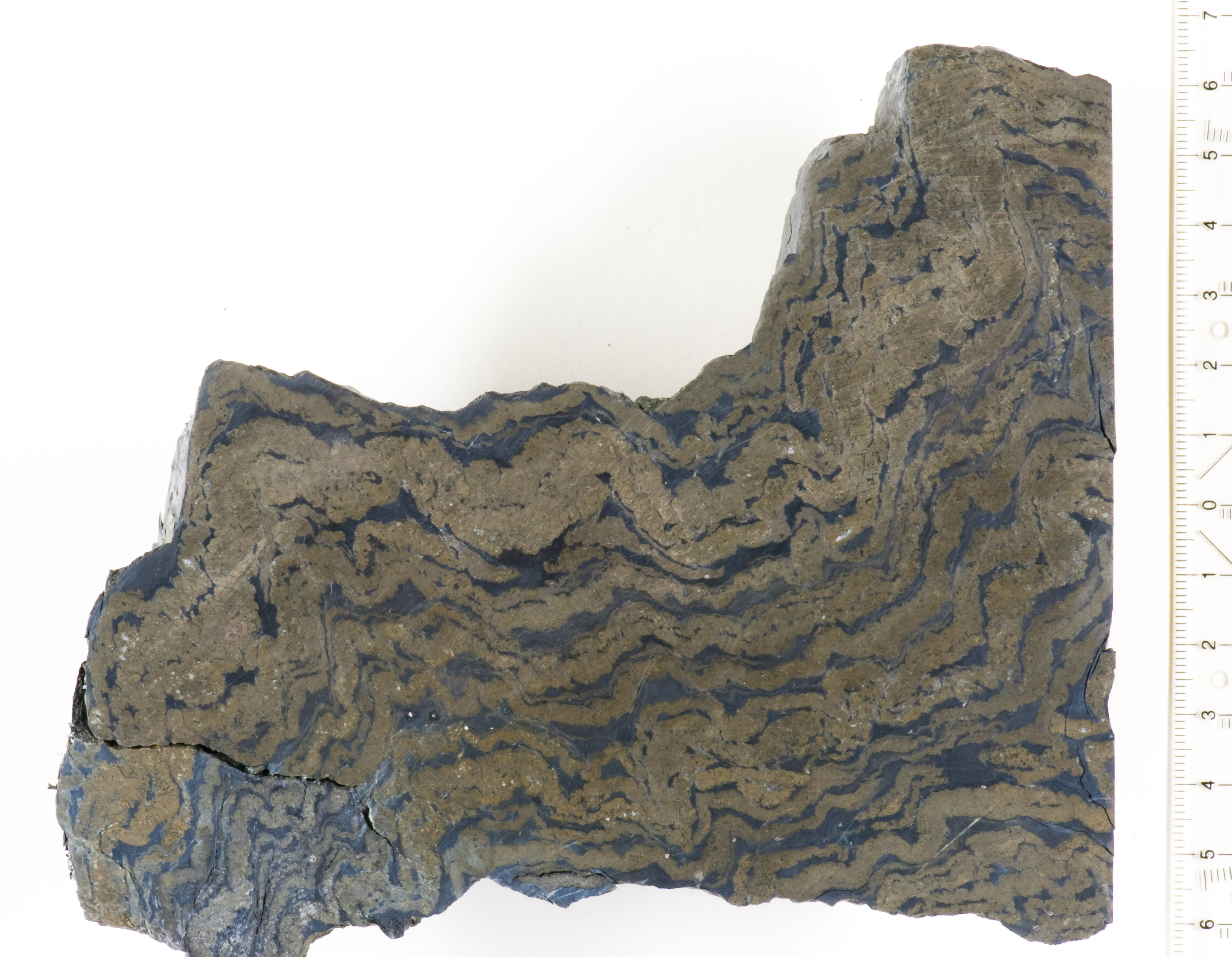
Anschliff von sogenanntem Melierterz, dem Massivsulfiderz des Rammelsbergs: wellige Wechselschichtung von gold- bis kupferfarbenen Lagen aus Pyrit (Schwefelkies) und Chalkopyrit (Kupferkies) und dunklen Lagen aus Galenit (Bleiglanz) und/oder Sphalerit (Zinkblende).

Zu den prävariszisch angelegten Lagerstätten zählt der berühmte Rammelsberg bei Goslar, bei der sulfidische Blei-, Kupfer- und Zinkerzminerale, die aus Schwarzen Rauchern am Meeresgrund stammten, in den „normalen“ devonischen Meeressedimenten (Tonschiefer) als Massivsulfidlinsen eingebettet sind. Eine solche Spezialform sedimentärer Lagerstätten wird sedimentär-exhalative Lagerstätte (kurz SEDEX-Lagerstätte) genannt. Eine ähnliche Vorbildung wird für die Eisenerzlagerstätte „Schwarze Crux“ des als kambrisch erachteten Vesser Komplexes im Thüringer Wald angenommen. Die ursprünglich ebenfalls sulfidische Mineralassoziation mit Pyrrhotin soll im Zuge der variszischen Orogenese in eine oxidische Mineralassoziation mit Magnetit umgewandelt worden sein. Zu den mit submarinem Vulkanismus assoziierten Lagerstätten gehören auch die sogenannten Eisenerze des Lahn-Dill-Typs, die aus Exhalationen in sauerstoffreichem Milieu auf vulkanischen Schwellen hervorgegangen sind und Hämatit als Haupterzmineral führen. Sie kommen nicht nur im Devon und Unterkarbon ihrer Typusregion im Südosten des Rheinischen Schiefergebirges vor, sondern auch im Harz und im Thüringisch-Fränkisch-Vogtländischen Schiefergebirge.
Auch prävariszisch angelegt, jedoch erst durch die variszische Metamorphose als Rohstoffquelle bedeutend geworden, sind die Graphitlagerstätten im Bayerischen Wald (z. B. Kropfmühl). Sie sind aus Einschaltungen kohlenstoffreicher Lagen (Faulschlämme) in einer proterozoischen Abfolge aus vulkanogenem Material und gemischt karbonatisch-siliziklastischen Sedimenten („Bunte Serie“) hervorgegangen, die von amphibolitfazieller Metamorphose erfasst wurde.

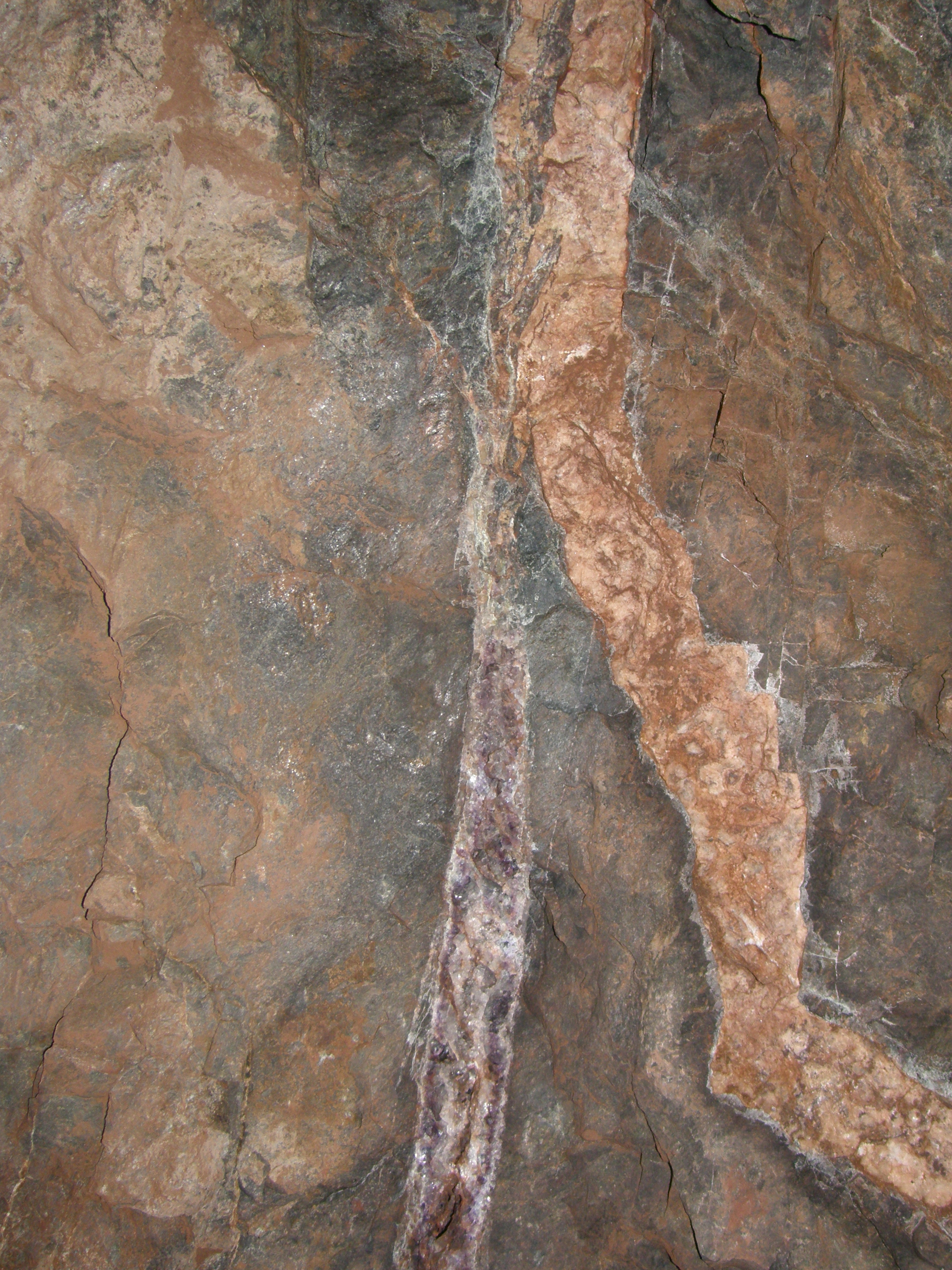
Zwei Generationen uranführender hydrothermaler Gänge der Lagerstätte Pöhla-Hämmerlein im Westerzgebirge. Links ein permischer Quarz-Calcit(-Fluorit)-Gang, rechts ein jurassischer Dolomit(-Goethit)-Gang.

Im Gefolge des spätvariszischen Plutonismus entstanden zahlreiche Lagerstätten, die entweder aus den hochmobilen Restschmelzen und -fluiden der Granitkörper hervorgegangen sind oder für die diese Intrusionen zumindest die Wärme zum Aufheizen der Reaktionslösungen geliefert haben. Ergebnis solcher pegmatitisch-pneumatolytischen Bildungen sind Zinn-, Wolfram-, Molybdän-, Lithium- und seltenerdelement-reiche metasomatisch umgewandelte Gesteine, sogenannte Greisen und Zwitter, sowie Ganglagerstätten, die sich im Dachbereich und in der Umgebung der Plutone befinden. Beispiele für diese Lagerstättentypen sind Hagendorf im Oberpfälzer Wald (ein sogenannter Phosphat-Pegmatit, mit u. a. Triphylin; Ziel des Bergbaus waren allerdings nur die Feldspäte, die in der Keramikindustrie verwendet wurden) und die bedeutenden Zinnerzlagerstätten von Altenberg und Zinnwald im Osterzgebirge sowie Ehrenfriedersdorf im Westerzgebirge.
Wohl nicht im Zusammenhang mit dem spätvariszischen Magmatismus stehen die hydrothermalen Ganglagerstätten des Grundgebirges. Diese Mineralisationen sind durch Fällung aus heißen Lösungen entstanden, die in Spalten im Gestein zirkulierten. Sie sind verschiedenen bruchtektonischen Episoden vom Perm bis ins Känozoikum zuzuordnen. Typisch sind sogenannte polymetallische Gänge mit sulfidischen Blei-Zink-Kupfer/Silber/Gold-Vererzungen, ebenso sogenannte 5-Mineral-Gänge mit Assoziationen von Kobalt-, Wismut-, Nickel-, Silber- und Uranerzmineralen (im Erzgebirge auch „biconi-Formation“ genannt). Die Metalle wurden dabei entweder in entsprechend angereicherten Sedimenten oder in bereits existierenden Lagerstätten (re)mobilisiert. Unzählige hydrothermale Ganglagerstätten waren in Deutschland historisch, einige noch bis weit in die zweite Hälfte des 20. Jahrhunderts in Abbau. Beispiele für bedeutendere Lagerstätten sind der Eisenberg bei Korbach am Nordwestrand des Rheinischen Schiefergebirges, der sich durch einen relativ hohen Goldgehalt auszeichnet, die Kupferlagerstätte bei Sommerkahl im Spessart (siehe → Grube Wilhelmine) und die Uranlagerstätte bei Johanngeorgenstadt im Westerzgebirge, die „Typlokalität“ des Elementes Uran (siehe → Georg-Wagsfort-Fundgrube).
Bedeutende Steine und Erden des Grundgebirgsstockwerks umfassen neben diversen plutonischen Gesteinen (Seltenheitswert hat beispielsweise der blaue Kösseine-Granit) unter anderem auch Tonschiefer (als Dach- und Fassadenschiefer), Devon-Massenkalk (z. B. „Lahnmarmor“) sowie Grauwacken und Diabas (beides vor allem als Rohstoff für Gesteinskörnungen).

### Einfluss des Bergrechts und der Bergfreiheit
Das Verfügungsrecht über wertvolle Ressourcen, wie Silber und Salz, wurde im Heiligen Römischen Reich schon im Hochmittelalter den Grundbesitzern zugunsten des römisch-deutschen Königs bzw. Kaisers entzogen. Die Entkopplung der Bodenschätze von Grundeigentum wird Bergfreiheit genannt, das königlich-kaiserliche Sondernutzungsrecht heißt Bergregal (beispielsweise Bernsteinregal, Salzregal).
Als Rechtsgrundlage für das Bergregal werden die von Kaiser Friedrich I.Barbarossa auf dem Reichstag in Roncaglia 1158 veranlassten Aufzeichnungen der Regalien durch römisch-rechtlich gebildete Juristen angesehen. Das Bergregal konnte der König an die Markgrafen übertragen. Da Bergregalien kaum ausschließlich persönlich genutzt werden konnten, wurden sie „verlehnt, verpfändet, verpachtet, verschenkt, vererbt und verkauft“. Bis zur Anerkennung im Westfälischen Frieden von 1648 (Artikel VIII) übten die Fürsten das Bergregal gewohnheitsmäßig aus. Manche Landesherren und Städte eigneten sich durch faktische Anmaßung und entsprechende Auslegung der Bergfreiheit die Verfügungsgewalt an und kleidete sie seit Anfang des 15. Jahrhunderts in Form von Verordnungen (Bergordnungen). Durch die Bergfreiheit war es auch Privatpersonen möglich, gegenüber anderen und gegenüber dem Staat auf deren Grundeigentum ein Bergeigentum zu erwerben.
Bergleute, die in neu erschlossene Reviere gerufen wurden, genossen gewisse Privilegien, so die Befreiung von öffentlichen Lasten und vom Kriegsdienst, die Gewährung von Waffenrecht und Bauland. Ebenso bildete sich der Typ der deutschen Bergstadt aus zu denen Städte wie Goslar, Freiberg und Freital sowie Siedlungen wie Freihung oder Bergfreiheit gehören, welche die besonderen Rechte oft bereits im Namen tragen. Die Bergstädte waren durch den Bergbau privilegiert wie durch den Regalherrn geprägt, oft bis in stadtplanerische Details (Marienberg). Sie galten als vergleichsweise reich und hatten stärker saisonal und vom Bergbauaufkommen abhängige soziale Verhältnisse. Besonders krass waren die Wohlstandsunterschiede im Silberbergbau.
1865 wurde in Preußen ein Allgemeines Berggesetz verkündet; es ersetzte die zahlreichen, regionalen Bergordnungen. Während die meisten deutschen Staaten darauf zurückgriffen, verkündete das Königreich Sachsen 1868 ein eigenständiges Allgemeines Berggesetz.
Der Bergbau war ursprünglich unter strikter staatlicher bzw. feudaler Kontrolle. Erst die beginnende Industrialisierung führte ab der Mitte des 19. Jahrhunderts zur Abkehr vom Direktionsprinzip zugunsten des Inspektionsprinzips.
Auf der Ebene des Managements blieben die Bergassessoren weiter einem beamtischen Leitbild verpflichtet. Die Assessoren richteten sich lange am patriarchalischen Herr-im-Haus Verständnis der Fabrikanten aus, waren aber ebenso bedacht, mit umfangreichen betrieblichen Sozialeinrichtungen (Krankenkassen und Wohnheime und ähnlichem) Werkstreue bei den Arbeitern zu erzeugen wie kollektive Interessenvertretung oder gewerkschaftliche Organisation zu unterbinden.

## Historischer Überblick bis zur Industrialisierung
Die Anfänge des Bergbaus in Deutschland lassen sich zeitlich nur schlecht eingrenzen, belegt ist Erzbergbau seit der Hallstatt- und der Latènezeit, also ab dem 8. Jahrhundert v. Chr.

### Mittelalter

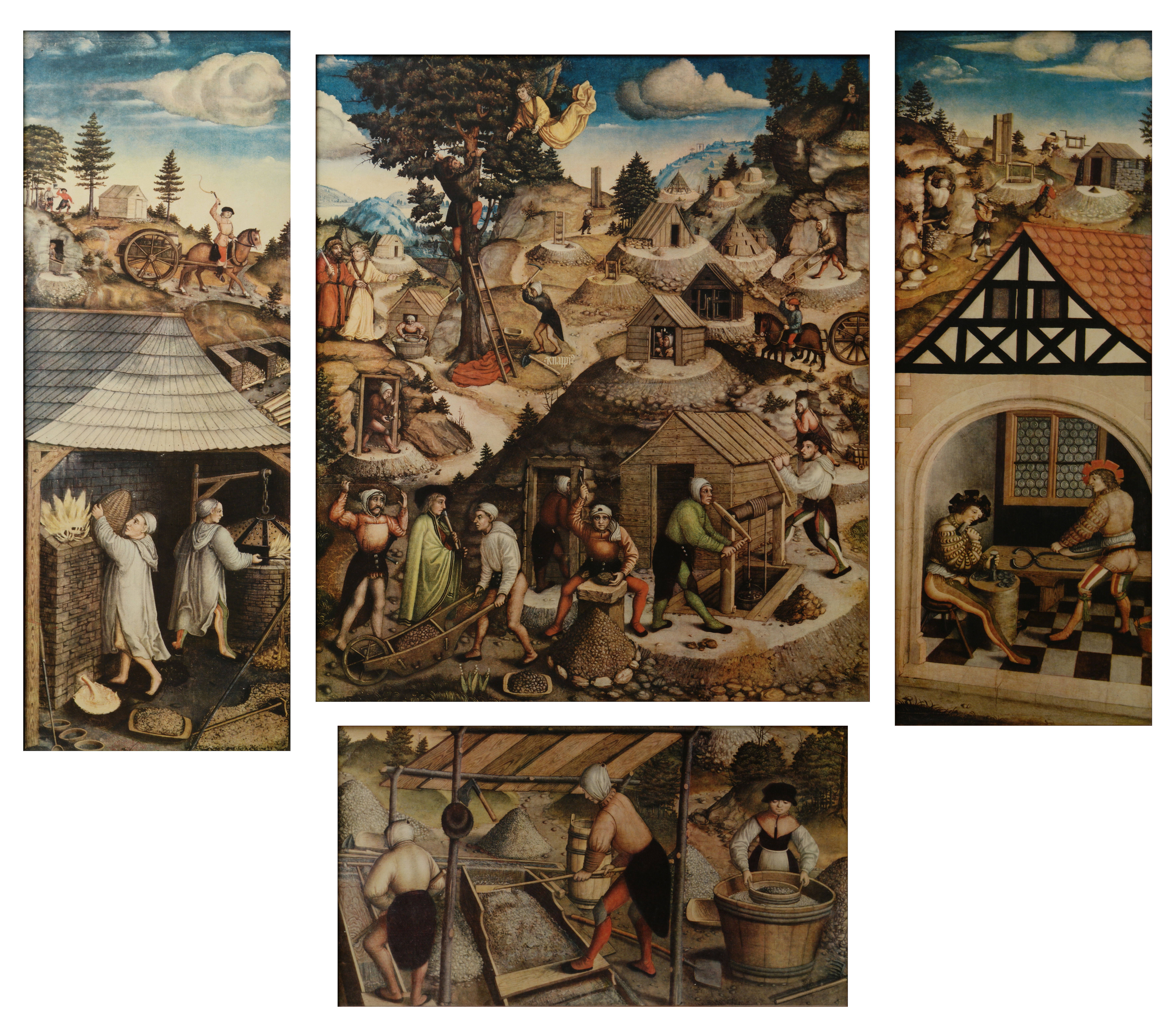
Bildtafeln auf der Rückseite des Annaberger Bergaltars

Einen Schwerpunkt des frühmittelalterlichen europäischen Bergbaus bildete der Erzbergbau mit dem Harz als einem der frühesten Bergbaureviere. Zur Zeit der Ottonen und Salier entwickelte sich der Harz und seine Umgebung im 10. und 11. Jahrhundert zum ersten Zentrum der Silbergewinnung und zu einem politischen Gravitationszentrum im Heiligen Römischen Reich. Der Höhepunkt der mittelalterlichen Wirtschaft und des Bergbaus liegt im 12./13. Jahrhundert. Vom 12. bis zum 14. Jahrhundert steigt der Metallbedarf wie auch die Erzförderung und Metallproduktion in den europäischen Bergbaurevieren an. Neben den mitteldeutschen Zentren für die Silber- und Kupfergewinnung (Westharz seit dem 10. Jh., Erzgebirge seit ca. 1150, Mansfelder Revier seit etwa 1200) entstanden weitere bedeutende Bergbaureviere in der Slowakei (Neusohl), Tirol (Schwaz) und Falun (Schweden), die in den folgenden Jahrhunderten untereinander konkurrierten. Dessen ungeachtet ist bereits vor dem Mittelalter sporadischer Bergbau in einzelnen Regionen des heutigen Deutschlands belegt.
Bis zur Nutzung fossiler Brennstoffe im 19. Jahrhundert war Holz der einzige Energielieferant und zentrales Baumaterial. Spätestens seit dem 10. Jahrhundert sind Wald- und Umweltgeschichte eng mit der Bergbaugeschichte verknüpft. Im späten Hochmittelalter (12./13. Jh.) und dem allmählichen Übergang zum Tiefbau treten technik- und umweltgeschichtlich bedeutende Veränderungen ein. Die damals eingeführten Innovationen (erweiterte Wasserkunstbauwerke, Schwarzpulver) verhindern nicht erhebliche Einschränkungen im Spätmittelalter, wo mit den mittelalterlichen Pestepidemien Mitte des 14. Jahrhunderts, einer Wüstungsphase und Klimaverschlechterung (vgl. Mittelalterliche Warmzeit) auch die Erschöpfung oberflächennaher Reicherze (vgl. Eiserner Hut) einsetzte.

### Neuzeit
Die Waldvegetation erholte sich etwa im Westharz bis zum 15./16. Jahrhundert. Danach kam es erneut zu einem allgemeinen Aufschwung des europäischen Bergbaus wie erneutem Berggeschrey im Erzgebirge. Technologischen Innovationen im Bereich der Wasserkraft erlaubten einen netzwerkartigen, landschaftsübergreifenden Ausbau der bergbauspezifischen Infrastrukturen.
Am Ende des 16. Jahrhunderts kam es dann zu einer europäischen Bergbaukrise. Die zunehmende Konkurrenz durch die südamerikanische Silberproduktion wie die Folgen des Dreißigjährigen Krieges bedingten einen tiefen Einschnitt beim Erzbergbau bis Mitte des 17. Jahrhunderts. Die damals gegründete Bergakademie Freiberg ist die weltweit älteste heute noch bestehende montanwissenschaftliche Bildungseinrichtung. Aufgrund des hohen Holzbedarfs im sächsischen Bergbau führte Hans Carl von Carlowitz erstmals eine nachhaltige, wissenschaftliche Forstwirtschaft ein.
Erst Anfang des 18. Jahrhunderts kommt es zu einer erneuten Blütephase, die zur Holznotkrise und der Umstellung auf fossile Rohstoffe im Rahmen der Industrialisierung abgeschlossen wurde. Nach Günter Bayerl wurde bereits im 18. und 19. Jahrhundert Landschaft zu Industrierevieren und Ballungsräumen wie sanierter und regulierter ‚Quasi’-Natur verwandelt. Die speziellen Erfahrungen der neuen Bundesländer sind dabei von Belang für die Betrachtung der klassischen Bergbaureviere im Westen.

## Bergbau und die Industrialisierung in Deutschland
Der Beginn der Industrialisierung in Deutschland wird auf die Mitte des 19. Jahrhunderts datiert. In Deutschland fand eine radikale Kombination von Entwaldung und Entvölkerung des ländlichen Raumes wie zuvor im England des 16./17. Jahrhunderts nicht oder sehr verspätet statt. Die Umstellung auf Kohle als Energierohstoff war zunächst weniger dringlich und radikal als in England. Außerdem litt Deutschland massiv unter den Auswirkungen der napoleonischen Kriege, profitierte aber nach deren Beendigung im Sommerfeldzug von 1815 vom Technologietransfer aus Großbritannien. Eine erste Welle der Mechanisierung und Effizienzsteigerung in Land- und Forstwirtschaft wie ein Nachholprozess im gewerblichen und industriellen Bereich führte im Vormärz zunächst zum Pauperismus, einer Massenarbeitslosigkeit der insbesondere ländlichen Unterschicht. Anfänglich war die industrielle Entwicklung zu schwach für den Arbeitsmarkt und verschärfte zunächst noch die Krise im Handwerk und den traditionellen Gewerbezweigen. Deutschland trat erst um die Mitte des 19. Jahrhunderts in das Industriezeitalter ein. Nicht die Textilindustrie wie in England, sondern Montanindustrie und Eisenbahnbau wurden zu Schlüsselindustrien in der Phase der Hochindustrialisierung in Deutschland (Preußen) nach 1871. Im Königreich Sachsen folgten nach der Krise des Bergbaus die Textilindustrie und der Maschinenbau als Schlüsselindustrien.

### Regionale Schwerpunkte

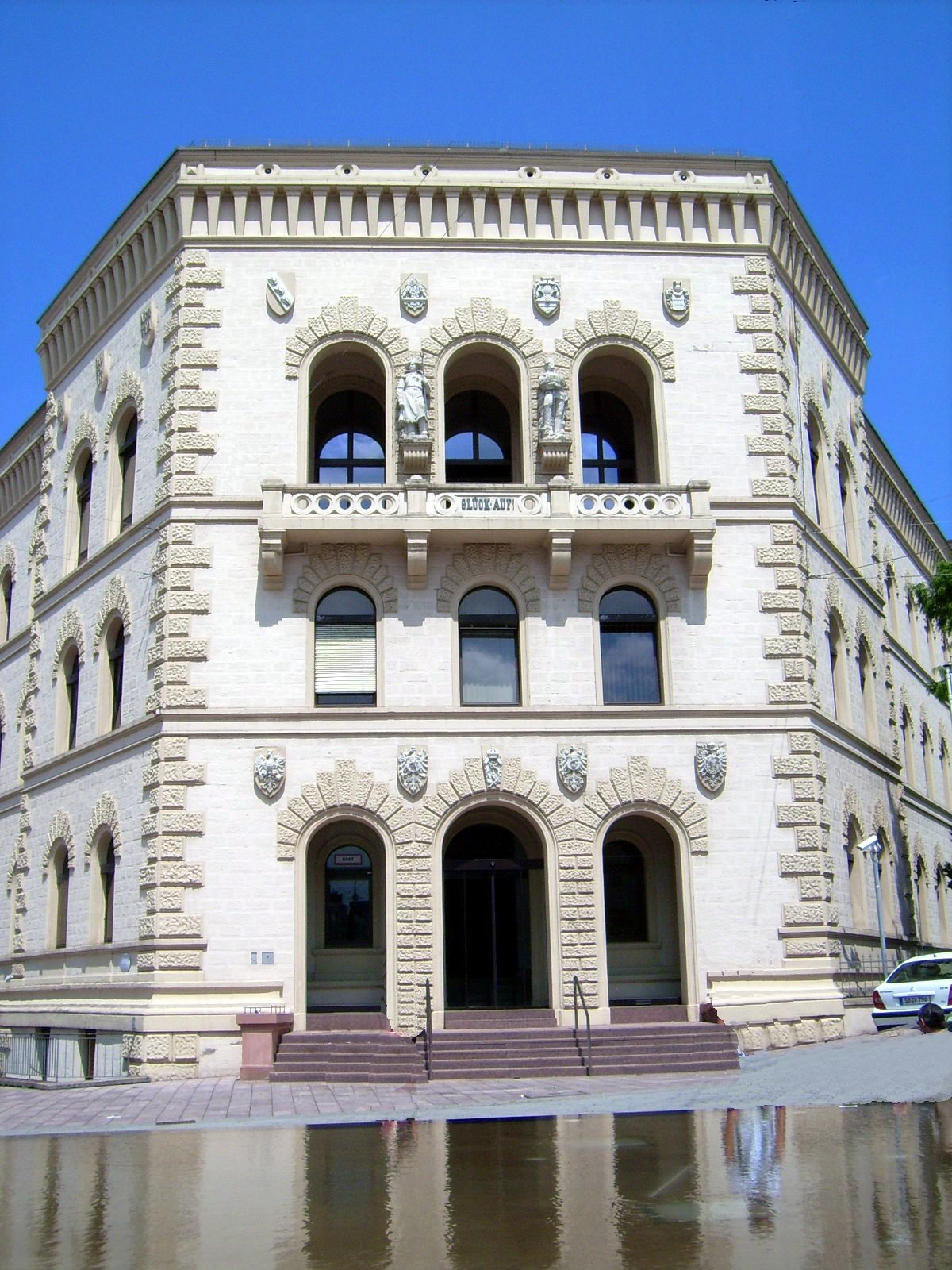
Bergwerksdirektion Saarbrücken (Martin Gropius, 1880)

Die deutsche Industrialisierung war regional geprägt, die führenden (Kohle)Bergbauregionen waren die Ruhr, das oberschlesische Revier und das Saarrevier. Die regionale Zersplitterung und vielfältige territoriale Gliederung in Deutschland hatte dabei sowohl hemmende wie (mit den entsprechenden technischen Voraussetzungen) wohlstandssteigernde Wirkung. Einige der traditionellen Reviere des Erzbergbaus interagierten mit verschiedenen regionalen Zentren gewerblicher Verdichtung. Dazu gehörten etwa der bergisch-märkische Raum, das Waldenburger Bergland und das Siegerland. Zwischen der Eifel, Aachen, Stolberg und Düren konzentrierten sich bereits vor dem Aufkommen des Kohlebergbaus im Aachener Revier und im Rheinischen Braunkohlerevier die Produktion und Verarbeitung von Messing, Zink und Blei. Die traditionellen Gewerbelandschaften hatten Handelskapital zur Verfügung, welches – mit unterschiedlichem Erfolg – für neue Fabriken und Eisenbahngesellschaften eingesetzt wurde, auf Industriefinanzierungen spezialisierte oder dazu fähige Bankhäuser waren nur wenige vorhanden. Insbesondere im rheinischen Umfeld spielten Kapitalgeber aus dem Ausland bereits in der Frühzeit eine Rolle für die Finanzierung von Projekten der Montanindustrie, sie waren sogar risikofreudiger als die einheimischen Investoren.
Mit dem Eisenbahnbau seit Ende der 1830er-Jahre eröffnete sich die Chance, die Industrialisierung in exportorientierten Branchen zu konzentrieren, die von der vergleichsweise schwachen heimischen Massenkaufkraft nahezu unabhängig waren. Im Falle des Oberschlesischen Reviers hatte der Abbau von Silber- und Bleierzen bereits im 12. Jahrhundert begonnen, eine leistungsfähige Verkehrsinfrastruktur in Form einer Wasserstraße fehlte jedoch. Daher war erst ab 1842 mit der Anbindung ans Eisenbahnnetz durch die Oberschlesische Bahn ein zusammenhängendes Industriegebiet möglich, Oberschlesien entwickelte sich zum zweitgrößten Schwerindustriezentrum des Deutschen Reichs nach dem Ruhrgebiet und ist heute nach wie vor das wichtigste Industriegebiet Polens. Ebenso wurde erst mit fortschreitender technologischer Entwicklung möglich, die regional unterschiedliche Rohstoffbasis trotz territorialen Zersplitterung und der schwierigen Erschließung der deutschen Mittelgebirgslandschaften zu verknüpfen. Schließlich wirkten die unterschiedlichen Regionen und ihre Konkurrenz und Austausch als Wachstumsmotoren, die den industriellen Nachzügler Deutschland zur führenden europäischen Industrienation aufsteigen ließen.

### Bergbauregionen

#### Kohle

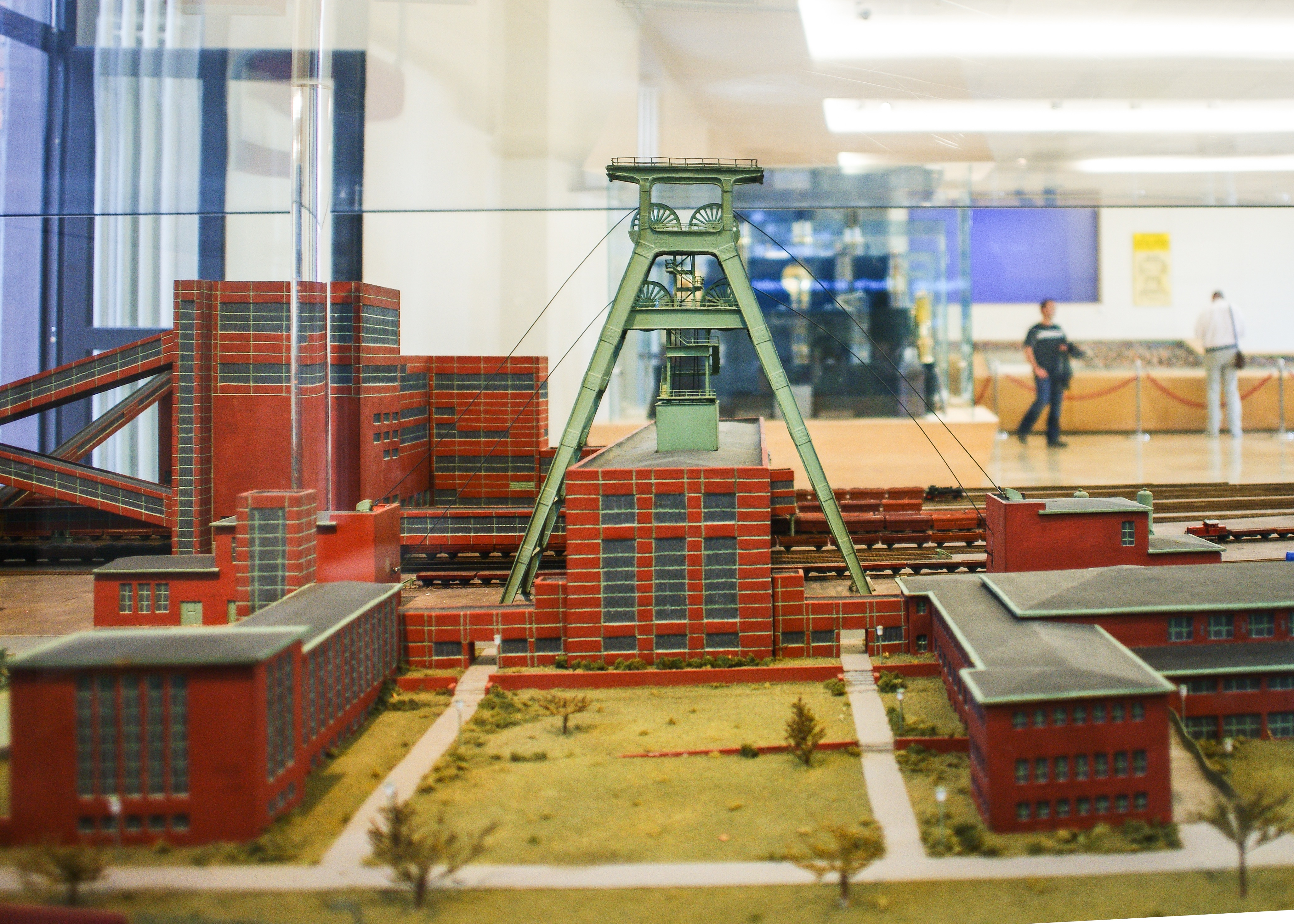
Modell einer Zeche im Bergbaumuseum Bochum

In Deutschland gibt es Lagerstätten von Steinkohle und Braunkohle. Während die Steinkohle oft in größerer Tiefe lagert und untertägig abgebaut wird, lagert die Braunkohle in nur geringer Tiefe und kann im Tagebau gefördert werden. Ein geologisch relativ junges Steinkohlevorkommen in Deutschland ist die sogenannte Wealdenkohle (Unterkreide) der Schaumburger Mulde, die teilweise den Inkohlungsgrad von Anthrazit erreicht. Die in Oberbayern geförderte, noch jüngere Pechkohle (Tertiär) hat zwar auch einen relativ hohen Inkohlungsgrad, zählt aber noch zu den Braunkohlen. In beiden Vorkommen ist der Abbau seit Mitte des 20. Jh. erloschen.

##### Steinkohle
Deutschland verfügt im europäischen Maßstab über große Vorräte an erkundeten und abbauwürdigen Vorkommen. Politisch gewollt, wurde der im internationalen Wettbewerb bis auf weiteres unwirtschaftlich gewordene Abbau 2018 nach Wegfall der staatlichen Subventionen eingestellt. Die wichtigsten und bedeutendsten deutschen Reviere waren das Ruhrgebiet und das Saargebiet. Über abbauwürdige Vorräte verfügen auch die Reviere Aachen, Erkelenzer Horst und Ibbenbüren. Die bedeutende Lagerstätte Zwickau-Oelsnitz gilt hingegen als abgebaut. Neben diesen Lagerstätten gab es weitere kleinere, aber regional teilweise sehr bedeutende Lagerstätten, die allerdings entweder abgebaut sind (Döhlener Becken, Plötz-Wettin, Stockheim), oder nicht abbauwürdig sind (Ilfeld, Meisdorfer Becken, Schaumburger Mulde). Die Lagerstätte Doberlug-Kirchhain kam über das Erkundungsstadium nicht mehr hinaus.

###### Aachener Revier

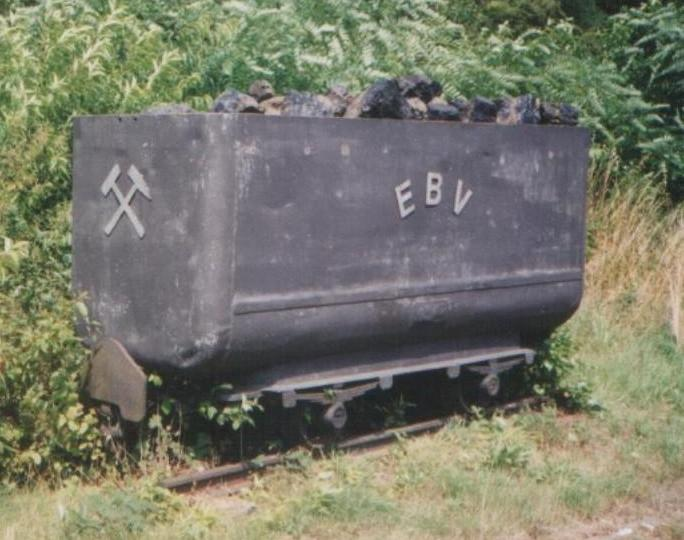
Einer von zahlreichen EBV-Hunten im Eschweiler Stadtgebiet, bei Nothberg

Das nördlich und östlich von Aachen gelegene Revier gliedert sich in zwei Teilbereiche: das Wurm- und das Inderevier. Der Beginn des Bergbaues liegt wahrscheinlich schon in der Römerzeit. Das zumindest besagen Funde von Steinkohlen auf Eisenverhüttungsplätzen aus der römischen Kaiserzeit. Für das Wurmrevier ist ein bestehender Bergbau ab 1353 belegt. Im Inderevier gibt es den ersten Beleg aus dem Jahr 1394. Die letzte fördernde Grube war hier die Grube Reserve mit einer Teufe von 600 m. Der Betrieb wurde 1944 eingestellt. Im Wurmrevier wurde die Kohlegewinnung nach 1945 massiv ausgedehnt. Die 1938 geteufte Grube Emil Mayrisch war die letzte fördernde Grube im Revier. Der Betrieb wurde am 18. Dezember 1992 eingestellt.

###### Erkelenz-Horster Revier
Die Lagerstätte Erkelenzer Horst wird gewöhnlich zur Lagerstätte Aachen gestellt. Sie bildet das Bindeglied zwischen der Lagerstätte Aachen und dem Niederrheinischen Steinkohlenrevier. Die Steinkohlen führenden Schichten wurden hier um 1000 m herausgehoben und stehen in einer Teufe von 200 m an. Entdeckt wurde die Lagerstätte 1884 durch Friedrich Honigmann mit einer Bohrung. Der erste Schacht wurde 1909 geteuft und die Förderung im Jahr 1914 aufgenommen. Die letzte im Revier fördernde Grube war die Zeche Sophia-Jacoba. Der Betrieb wurde am 27. März 1997 eingestellt.

###### Ibbenbürener Revier
Die Lagerstätte Ibbenbüren befindet sich in einer Horstscholle. Die Steinkohlen führenden Schichten wurden hier etwa 2000 m herausgehoben. Zur Lagerstätte gehört auch das Vorkommen bei Osnabrück. Die erste urkundliche Erwähnung erfolgte hier im Jahr 1492. Die erste Erwähnung für das Revier Ibbenbüren erfolgt erst 1562. Man kann aber davon ausgehen, dass auch hier die ausgehenden Flöze schon früher bebaut wurden. Inzwischen wurde mit dem Nordschacht eine Teufe von 1417 m erreicht. Die Förderung wurde 2018 eingestellt.

###### Zwickau-Oelsnitzer Revier
Die Lagerstätte Zwickau-Oelsnitz befindet sich in einer langgestreckten Mulde. Das Zwickauer Revier wird vom Lugau-Oelsnitzer Revier räumlich durch eine Aufwölbung getrennt. Die geschichtliche Entwicklung verlief in beiden Revieren völlig unterschiedlich. Während der Bergbau im Zwickauer Revier erstmals 1348 urkundlich erwähnt wird, beginnt der Bergbau im Revier Lugau-Oelsnitz erst 1844 mit der Förderung der ersten Kohle aus 9 m Tiefe. Die Einstellung des Bergbaues nach Erschöpfung der Vorräte erfolgte 1971. Im Revier Zwickau wurde auf dem letzten Schacht Martin Hoop IVa, mit einer Teufe von 1098 m der tiefste Schacht im Revier, am 29. September 1978 die Förderung eingestellt.

###### Döhlener Revier
Die Lagerstätte befindet sich im Döhlener Becken, einer Mulde des Rotliegenden. Die erste urkundliche Erwähnung datiert vom 29. April 1542. Am 1. Januar 1806 wurde das Königliche Steinkohlenwerk gegründet, das alle Grubenfelder links der Weißeritz übernahm. Am 1. April wurde es als Steinkohlenwerk Freital von der ASW übernommen. Ab 1952 hieß es VEB Steinkohlenwerk Freital. Am 22. Juni 1959 wurde der Bergbau in diesem Feldesteil wegen Erschöpfung der Vorräte eingestellt. Die Grubenfelder rechts der Weißeritz wurden von den Freiherrlich Burgker Steinkohlenwerken abgebaut. Als letzter Schacht wurde hier der Marienschacht am 11. April 1930 stillgelegt. Im Jahr 1950 wurden hier zwei neue Schächte geteuft, um Restkohle abzubauen. Der Bergbau auf Steinkohle wurde am 31. Dezember 1967 eingestellt und die Schachtanlage unter der Bezeichnung Bergbaubetrieb „Willi Agatz“ der SDAG Wismut zum Abbau uranerzhaltiger Steinkohlen übergeben. Am 30. November 1989 endete der Abbau endgültig.

##### Braunkohle
Deutschland stand mit 178 Mill. Tonnen geförderter Braunkohle im Jahr 2012 auf Platz 1 in der Welt. Sie lieferte ca. 25 % des in Deutschland erzeugten Stroms. Die Förderung beschränkt sich auf drei große Reviere. Lausitz (Oberlausitzer Bergbaurevier), Mitteldeutschland und das Rheinland. Die Lagerstätte Helmstedt ist von untergeordneter Bedeutung. Weitere kleinere ausgekohlte Lagerstätten sind die Reviere Nordhessen, Borken, Wetterau, Oberpfalz. Ebenfalls von regionaler Bedeutung waren die Lagerstätten mit Pechkohle im Süden Bayerns, Penzberg, Peiting, Hausham. Der Ausstieg aus der Braunkohleverstromung im Zuge der Klimakatastrophe und der Energiewende ging in den 2010er Jahren nur schleppend voran. 2017 betrug der Braunkohleanteil noch immer 23 % am deutschen Strommix. Das endgültige Aus für die Braunkohle ist nach Planungsstand 2019 erst für das Jahr 2038 geplant.

###### Mitteldeutsches Braunkohlenrevier
Das Revier Mitteldeutschland erstreckt sich auf einer Fläche von ca. 4000 km². Ausgebildet sind hier fünf Flözgruppen mit einer unterschiedlichen flächenmäßigen Erstreckung. Die durchschnittliche Gesamtmächtigkeit der Kohle beträgt ca. 35 m. Im Geiseltal wird eine Maximalmächtigkeit von 120 m erreicht. Die Kohle entstand vom Eozän bis zum Miozän und ist damit zwischen 16 und 47 Mill. Jahre alt. Die ersten Abbauversuche datieren auf das Jahr 1671 bei Meuselwitz. Bis zum Beginn einer durchgehenden Kohlegewinnung vergingen aber noch über 100 Jahre. Ab 1990 wurden von den 39 Tagebauen 36 bis zum Jahr 2000 stillgelegt. Die Förderung sank im Revier von 106 Mill. t im Jahr 1989 auf 21 Mill. t im Jahr 2014.

#### Erze

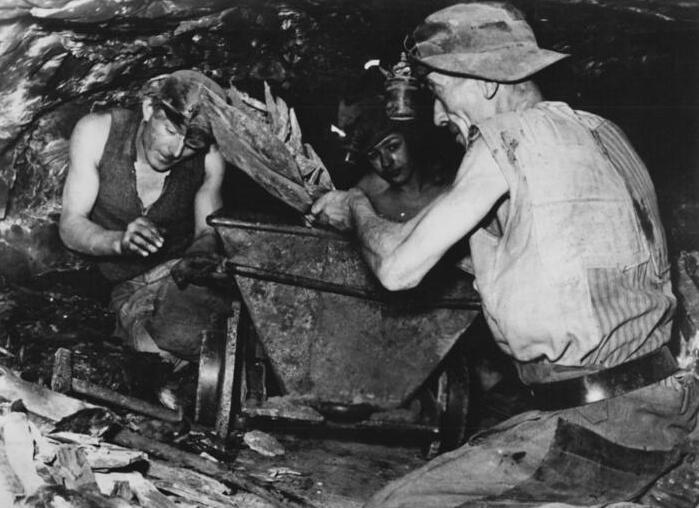
Kupferschieferbergbau im Mansfelder Revier in den 1950er-Jahren

Der Erzbergbau war für Deutschland zu bestimmten Zeiten existenziell. Es gab im Laufe der Jahrhunderte mehrere tausend Bergwerke. Hier kann allerdings nur auf die wichtigsten Reviere eingegangen werden. Eine herausragende Rolle spielte zeitweise der Bergbau auf Silber, Zinn, Wismut, Kobalt und Uran. Alle anderen Erze hatten eine mehr regionale Bedeutung. Im Weltmaßstab von Bedeutung sind heute die Vorräte an Zinn (800.000 t.), Wolfram (230.000 t), Wismut (18.000 t) und Uran (132.000 t). Die genannten Mengen beinhalten nur die Vorräte in Sachsen und Thüringen. Die Vorräte der anderen Bundesländer kann man hier vernachlässigen.
Die einzige Lagerstätte von Nickelerzen Deutschlands in Callenberg wurde 1951 erschlossen. 1990 wurde die Gewinnung eingestellt. Die bekannten noch vorhandenen Vorräte betragen 46.000 t Nickel. Nennenswerten Bergbau auf Wolfram gab es nur in Zschorlau, Pechtelsgrün und Tirpersdorf. Bei der Aufbereitung von Zinnerzen fiel Wolfram teilweise als Nebenprodukt an. Bisher unerschlossene Lagerstätten befinden sich in Bernsbach, Delitzsch, Antonsthal, Pöhla (Schwarzenberg) und Globenstein mit einem Inhalt von 203.000 t Wolfram.
Der Bedarf an Eisenerz für die Stahlproduktion wurde in Deutschland zum größten Teil und wird inzwischen vollständig durch Importe gedeckt. Das wenige in Deutschland abgebaute Eisenerz weist verhältnismäßig geringe Anteile an Eisen auf und wird für die Herstellung von Zuschlagstoffen für die Herstellung von Beton und Zement verwendet. Frühere Abbaugebiete von Eisenerz waren unter anderem das Siegerländer Erzrevier, das Bensberger Erzrevier, das Lahn-Dill-Gebiet und das Bergbaugebiet Sauerland. Ein noch aktives Bergwerk für Eisenerz ist die Grube Wohlverwahrt-Nammen in Porta Westfalica.

#### Erdöl und Erdgas

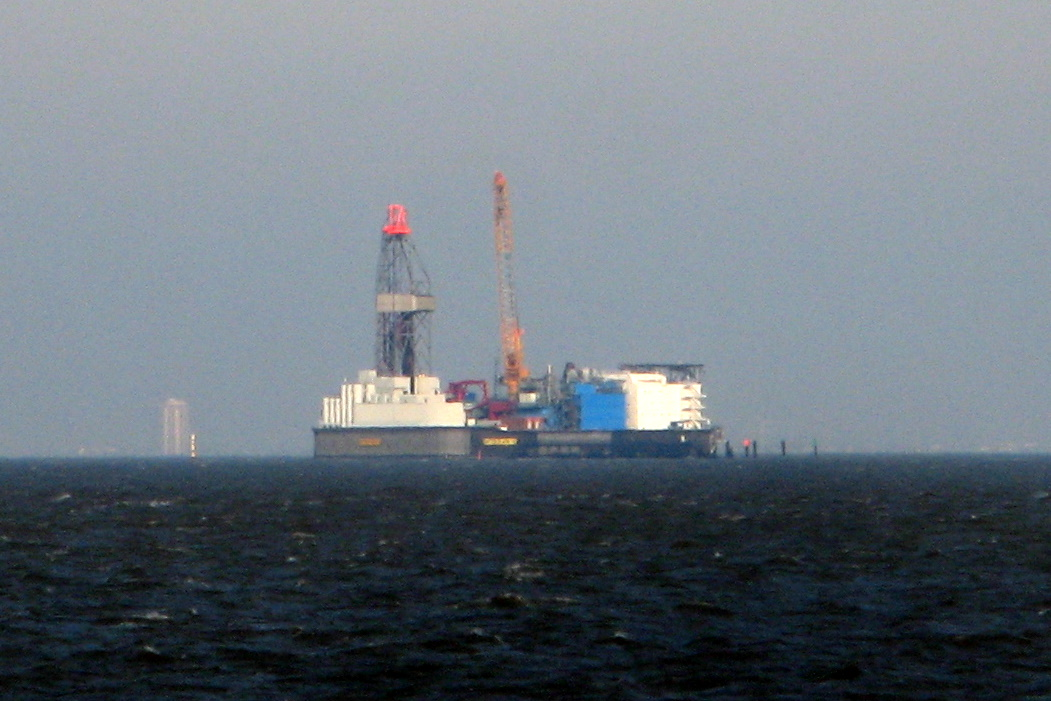
Mittelplate (Ölfeld) im Nationalpark Schleswig-Holsteinisches Wattenmeer

Die bereits im Kaiserreich bis in die 1960er-Jahre wirtschaftlich wie politisch bedeutende Erdölförderung in Deutschland begann 1858 im niedersächsischen Wietze, noch vor den USA. Ein den USA vergleichbarer Boom der Mineralölwirtschaft blieb aber aus, die einheimische Förderung war auf vergleichsweise spezielle (unter anderem als Schmiermittel geeignete) Ölsorten beschränkt. Ebenso wurde nie ein dominierender staatlicher Ölkonzern in Deutschland etabliert oder international tätig, die Öl- und Gasförderung stand im Schatten der Kohle- und Montanindustrie. Die Konkurrenz verschiedener internationaler Ölkonzerne führte bereits im Kaiserreich zu den niedrigsten Ölpreisen in Europa. In den 1960er-Jahren wurde noch über 30 % des Bedarfs der BRD aus einheimischen Quellen gedeckt, gegenwärtig stammen 2,5 bis 3 % des deutschen Bedarfs aus einheimischen Quellen. Mehr als die Hälfte der deutschen Erdgasproduktion stammt aus Niedersachsen, speziell der Region Weser-Ems. Sie deckt gegenwärtig 10–12 % des inländischen Erdgasbedarfs.

## Gegenwart

### Wirtschaftliche Bedeutung

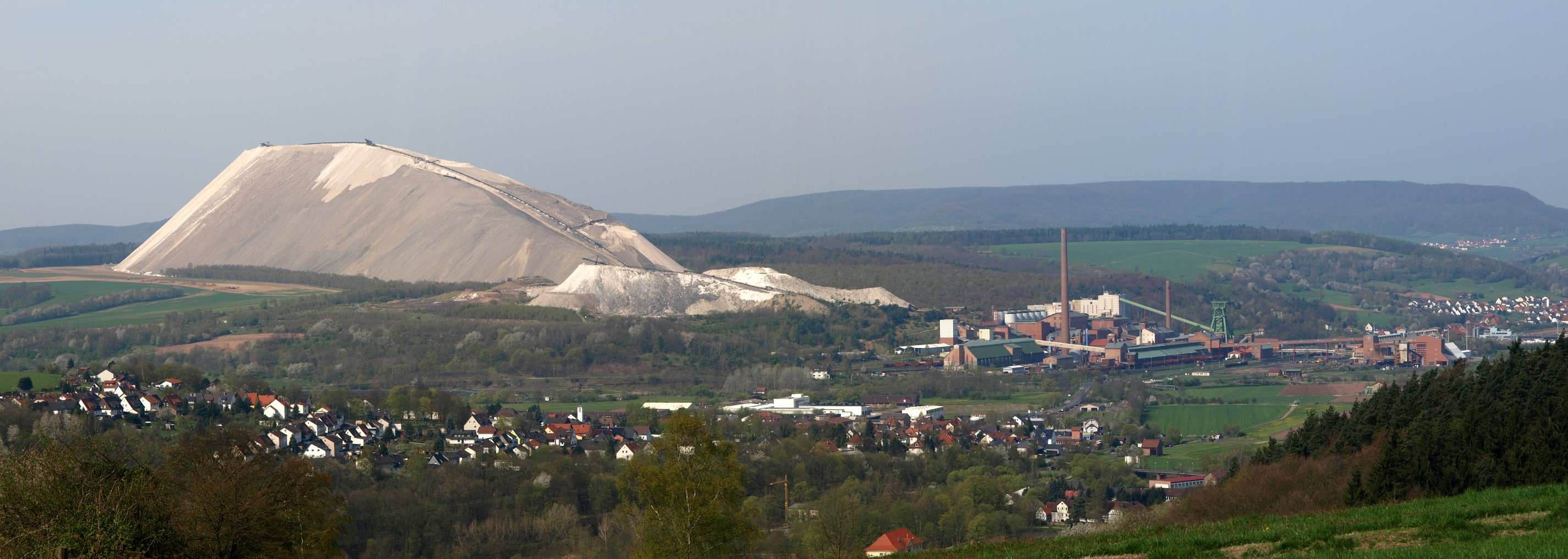
Das K+S-Werk Hattorf in Philippsthal mit Abraumhalde

Neben dem nach wie vor florierenden Braunkohle(tage)abbau mit knapp 20.000 Beschäftigten gibt es nach Angaben der Industrievereinigung Rohstoffe und Bergbau in Deutschland noch etwa 40.000 Arbeitsplätze im Untertagebau, die unter Bergaufsicht stehen. Den bedeutendsten Anteil hat der Abbau von Salzen. Für den Steinkohlenbereich ist unternehmerisch allein die RAG Aktiengesellschaft zuständig. Zur Abdeckung der Folgekosten („Ewigkeitskosten“) des Bergbaus wurde im Sommer 2007 die RAG-Stiftung gegründet, in deren Besitz neben der RAG auch das Unternehmen Evonik überging.
Der gesamte Rohstoffsektor in Deutschland einschließlich der Montanindustrie hat ein Güteraufkommen von mehr als 264 Mrd. Euro, etwa das 6,4 % des Güteraufkommens der Gesamtwirtschaft und beschäftigt etwa 1,2 Mio. Menschen. Die Förderung von Steinkohle (2012 12,1 Mio. t, entsprechend Gesamtbedarf 57 Mio. t SKE), Braunkohle (2012 mit 159 TWh der mengenmäßig größte heimische Energierohstoff), Kali und Salz und weiteren Industriemineralen wie Kaolin, Feldspat, Baryt war und ist in Europa wie weltweit bedeutend. Mengenmäßig sind Steine und Erden (Kiese, Sande, Natursteine, Kalke und Zemente, Tone, Gips und Anhydrit, Bimsstein) mit über 600 Mio. t dieser Rohstoffe am wichtigsten, die zumeist aus kleineren Steinbrüchen und Betrieben mit weniger als 20 Mitarbeitern gewonnen werden, aber für Bau- und Infrastrukturmaßnahmen und als Industriegrundstoffe von Bedeutung sind.
Der früher bedeutende Erzbergbau ist mittlerweile komplett eingestellt, insbesondere Sachsen und das Erzgebirge haben jedoch auch im weltweiten Maßstab bedeutende Vorkommen etwa von Zinn, Lithium und Wolfram. Mit der Förderung von Uran im sächsisch-böhmischen Erzgebirge ist unter anderem auch die Rohstoffbasis der frühen Erforschung und Entdeckung des Urans und weiterer radioaktiver Elemente wie der Radioaktivität an sich verbunden, nach 1945 baute darauf die sowjetische Atomindustrie und Atomwaffenherstellung auf. Neue Bergwerke werden insbesondere in den neuen Bundesländern geplant und projektiert, das neueste Bergwerk unter Tage in Deutschland ist die 2013 eröffnete Fluss- und Schwerspatgrube in Niederschlag bei Oberwiesenthal im Erzgebirge. Deutschland gehört ebenso zu den 8 Staaten, die Explorationslizenzen zum Tiefseebergbau bei der Internationalen Meeresbodenbehörde beantragt haben.
Ein Erbe des früheren Bergbaus in Deutschland sind die umfangreichen Erdgasspeicher (Porenspeicher und Kavernenspeicher) unter Tage, die insbesondere in Niedersachsen von Belang sind. Deutschland liegt mit zur Zeit 50 (von über 600 weltweit) Speicherbetrieben und einem bedeutenden maximalen Arbeitsgasvolumen nach den USA, Russland und der Ukraine auf Platz 4 der Weltrangliste und verfügt über das größte Speichervolumen in der Europäischen Union.

### Vereinigungen und Verbände
Die Vereinigung Rohstoffe und Bergbau e. V. (VRB) ist ein dem Bundesverband der Deutschen Industrie (BDI) angeschlossener Wirtschaftsverband der deutschen Rohstoff gewinnenden Industrie. Ihre Mitglieder sind fachliche oder regionale Verbände, Unternehmen und Institutionen aus den Bereichen der Gewinnung von Steinkohle und Braunkohle, metallischer Erze und Eisenerz, Schiefer, feuerfeste Tone, Gips, Grafit, Kaolin, Quarz und anderen sowie aus den Arbeitsgebieten der Bergbau-Spezial-Gesellschaften, der bergbauverwandten Unternehmen und des bergbaulichen Umweltschutzes.
Darüber hinaus existieren noch zahlreiche Einzelverbände. Bis 2007 vertrat der Gesamtverband Steinkohle e. V. (GVSt) als Arbeitgeberverband und Tarifvertragspartei die sozial- und tarifpolitischen Interessen, der Unternehmensverband Steinkohlenbergbau e. V. (UVSt) als Wirtschaftsverband die wirtschaftlichen Interessen der Unternehmen der deutschen Steinkohlenindustrie. Nach der Auflösung des Unternehmensverbandes im Jahr 2007 blieb der Gesamtverband Steinkohle als alleiniger Interessenverband für die wirtschafts-, sozial- und tarifpolitischen Interessen übrig; er ist Mitglied in der Bundesvereinigung deutscher Arbeitgeberverbände (BDA). 1990 haben Bergbau- und Geotechnikunternehmen der neuen Bundesländer den Branchenverband Bergbau/Geologie e. V. gegründet und 1993 zum Verband Bergbau, Geologie und Umwelt e. V. umbenannt; er fungiert als bundesweiter Interessenvertreter seiner Mitgliedsunternehmen. Der Deutsche Braunkohlen-Industrie-Verein e. V. nimmt die Interessen der deutschen Braunkohleunternehmem wahr.
Die Arbeitnehmer des Steinkohle- und Braunkohle-Bergbaus wurden nach 1945 von der IG Bergbau, ab 1960 IG Bergbau und Energie, vertreten; 1997 ging sie in der neuen IG Bergbau, Chemie, Energie (IG BCE) auf.
Für die deutsche Gesteinsindustrie existiert der Bundesverband Mineralische Rohstoffe e. V. (MIRO).

### Amtliche Quellen und wissenschaftliche Darstellungen
Der Bergbau in der Bundesrepublik Deutschland ist Gegenstand der statistischen Darstellungen und Dokumentationen des Bundeswirtschaftsministeriums.
Bergbaubeamte verfassten bereits im 16. und 17. Jahrhundert bergbaugeschichtliche Trakte über Bergrecht, Gewinnungstechnik, Montangeologie und dergleichen, ehe sich die Bergbauhistoriographie breiter entfaltete. Die Bergbauarchäologie haben neben anderen Theodor Haupt, Heiko Steuer und Ulrich Zimmermann sowie Gerd Weißgerber behandelt. Historische Darstellungen konzentrierten sich bisher auf einige Reviere und Zeitabschnitte des Montanwesens, so insbesondere in der frühen Neuzeit. Der Bochumer Historiker Klaus Tenfelde hat eine vierbändige historische Gesamtdarstellung initiiert, die seit 2012 veröffentlicht wird und alle Zweige des Bergbaus und alle Regionen in deutschen Landen umfasst.
Eine technologisch orientierte Übersicht über den Bergbau in der Bundesrepublik wurde 1964 vom Verlag Glückauf herausgegeben. Die Umweltgeschichtsschreibung betrachtet den Bergbau im Kontext der Industrialisierung und des Wandels von Industrie- und Kulturlandschaften.

## Gesellschaftliche Rezeption

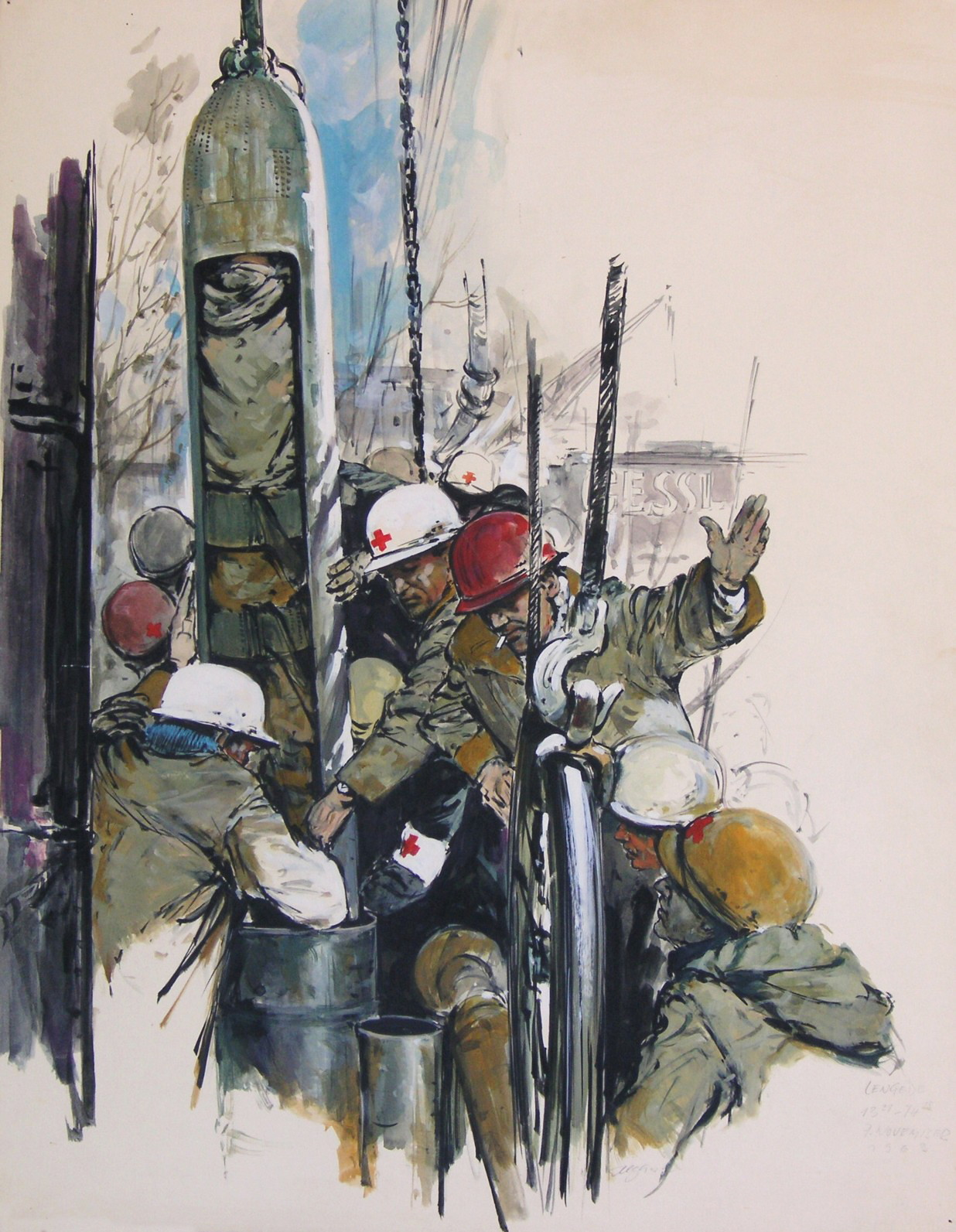
Das Wunder von Lengede, die Rettung, Illustration von Helmuth Ellgaard (1963)

Prägend für das gesellschaftliche Bild des Bergbaus waren zwischen der Mitte des 19. Jahrhunderts bis zur Mitte des 20. Jahrhunderts die Befeuerung der industriellen Revolution durch Kohle- und Erzgewinnung. Bis in die Gegenwart bestimmen Umweltaspekte und die besonderen Risiken und Gefahren der Arbeit unter Tage das Bild vom Bergbau. In der Nachkriegszeit kam es unter anderem am 7. Februar 1962 im saarländischen Bergwerk Luisenthal zu einem der schwersten Grubenunglücke in der Geschichte Deutschlands überhaupt. Dabei kamen durch eine Explosion in einem Querschlag 299 Bergleute zu Tode, das Grubenunglück hatte umfangreiche Anpassungen der Sicherheitsmaßnahmen in Deutschland wie weltweit zur Folge. In den Medien deutlich präsenter blieb bis heute das sogenannte Wunder von Lengede, eine Folge von mehreren dramatisch verlaufenden erfolgreichen Rettungsaktionen anlässlich eines Grubenunglücks mit 29 Toten und etlichen unter Tage verschütteten und eingeschlossenen Bergleuten am 24. Oktober 1963 im zur Ilseder Hütte gehörigen Eisenerzbergwerk Lengede-Broistedt.